# Mosiera longipes
Mosiera longipes là một loài thực vật có hoa trong Họ Đào kim nương. Loài này được (O.Berg) Small mô tả khoa học đầu tiên năm 1933.